# 约翰·A·克兰斯顿
约翰·A·克兰斯顿（英語：John Arnold Cranston，1891年8月15日—1972年4月25日）是一位苏格兰化学家，曾与弗雷德里克·索迪共同发现了91号元素镤（Protactinium），并在同位素化学领域有许多发现。